# Oborniki-Północ (gmina)
Oborniki-Północ – dawna gmina wiejska istniejąca w latach 1934–1954 w woj. poznańskim (dzisiejsze woj. wielkopolskie). Siedzibą władz gminy były Oborniki, które jednak nie wchodziły w jej skład (gmina miejska).
Gmina zbiorowa Oborniki-Północ została utworzona 1 sierpnia 1934 roku w powiecie obornickim w woj. poznańskim z dotychczasowych jednostkowych gmin wiejskich: Bąblin, Bąbliniec, Dąbrówka Leśna, Jaracz, Kiszewko, Kiszewo, Kowanowo, Kowanówko, Lipa, Ludomicko, Ludomy, Nowołoskoniec, Pacholewo, Podlesie, Rożnowice, Rożnowo, Rożnowo-Młyn, Rudki i Stobnica Młyn. 
Po wojnie gmina zachowała przynależność administracyjną. Według stanu z dnia 1 lipca 1952 roku gmina składała się z 20 gromad: Bąblin, Dąbrówka Leśna, Jaracz, Kiszewko, Kiszewo, Kowanowo, Kowanówka, Lipa, Ludomicko, Ludomy, Łukowo, Nowołoskoniec, Pacholewo, Podlesie, Rożnowo, Rudki, Słonawy, Stobnica, Stobnicko i Szczytno. Gmina została zniesiona 29 września 1954 roku wraz z reformą wprowadzającą gromady w miejsce gmin.
Jednostki nie przywrócono 1 stycznia 1973 roku po reaktywowaniu gmin, powstała jednak gmina Oborniki, obejmująca obszary dawnych gmin Oborniki-Północ i Oborniki-Południe.